# Jardim Cultural Chinês
O Jardim Cultural Chinês é uma área de 6 acres (24,000 m2) de Overfelt Gardens, em San Jose, Califórnia, localizado em East San Jose . A adição do Jardim Cultural Chinês a Overfelt é primordialmente um trabalho do imigrante chinês Frank Lowe, sua esposa Pauline (que atua como docente do parque) e do Dr. Chen Li-Fu de Taiwan .
As características incluem um Portão da Amizade ornamental, o Salão Memorial Sun Yat-Sen, o Pavilhão Chiang Kai-shek, uma grande estátua de Confúcio, o Pavilhão Ameixa, um relógio solar e uma pedra de mármore preto esculpida de 15 toneladas, extraída e enviada do República da China (Taiwan), doada por Tainan, uma das cidades irmãs de San Jose.
O Portão da Amizade tem 50 ft (15 m) de largura e 40 ft (12 m) de altura, inaugurado em julho de 1977. Os materiais, incluindo madeira de zimbro de 500 anos, vieram da China. Os caracteres escritos no portal central acima são lidos da direita para a esquerda como: Chinese     'Todos abaixo do céu são uma família' .
O Salão Memorial Sun Yat-sen foi feito em mármore, bronze e mogno e construído em Taiwan, desmontado, então enviado e remontado em San Jose. Possui um telhado em telha cerâmica pesando quase vinte toneladas.
A imensa pedra preta foi um presente de Tainan e tem pelo menos um milhão de anos de idade. Foi colocado em Overfelt Gardens em 10 de outubro de 1980, marcando o dia chinês da independência do Império. Os grandes caracteres vermelhos esculpidos na rocha são chinês tradicional: 忠孝, pinyin: Zhōng Xiào, que significa lealdade.

No terceiro domingo de setembro, o parque celebra o Festival da Lua Chinês . É principalmente um evento para mostrar artes cênicas asiáticas, mas também tem artesanato e artes para crianças e estandes promocionais de organizações sem fins lucrativos, como Cityteam e o Departamento de Polícia de San José .

## Galeria

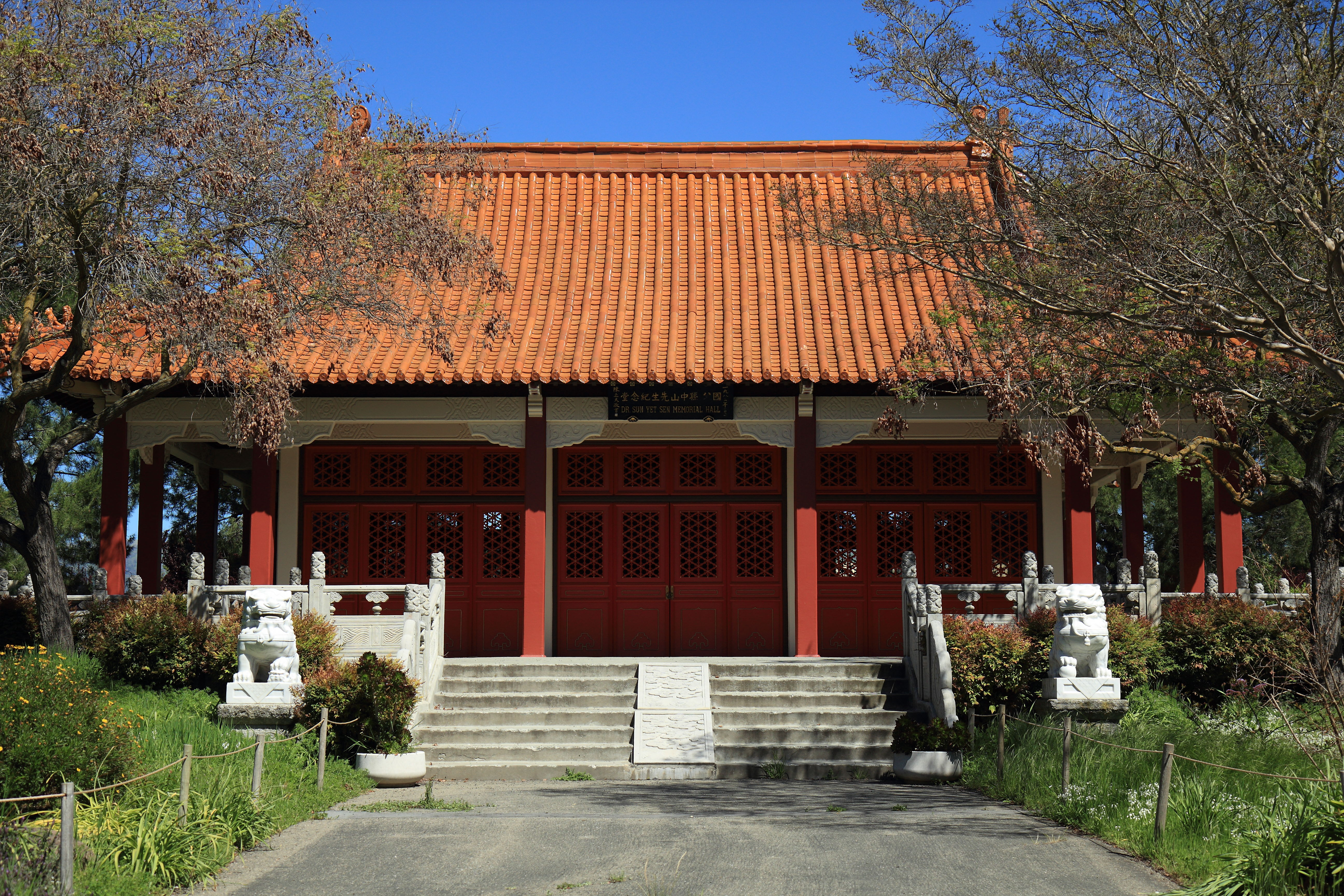
Salão Memorial Sun Yat-sen
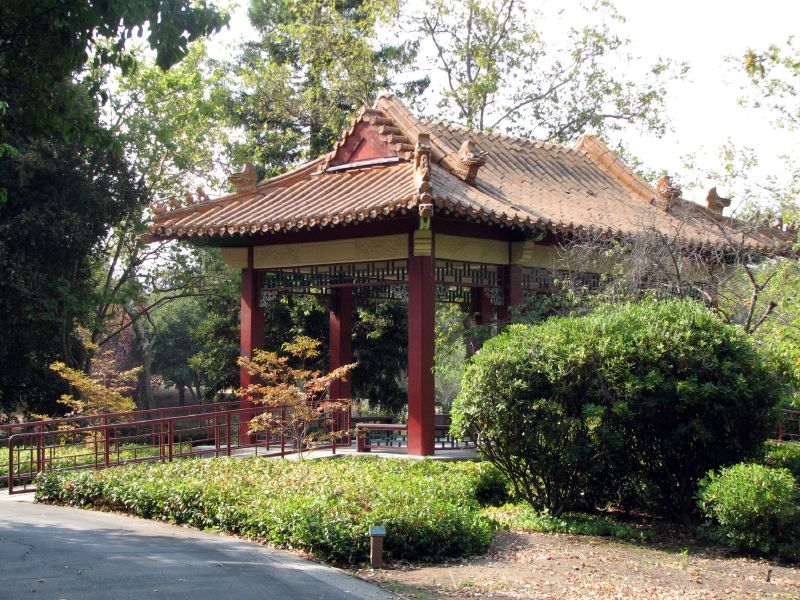
Pavilhão de Chiang Kai-shek
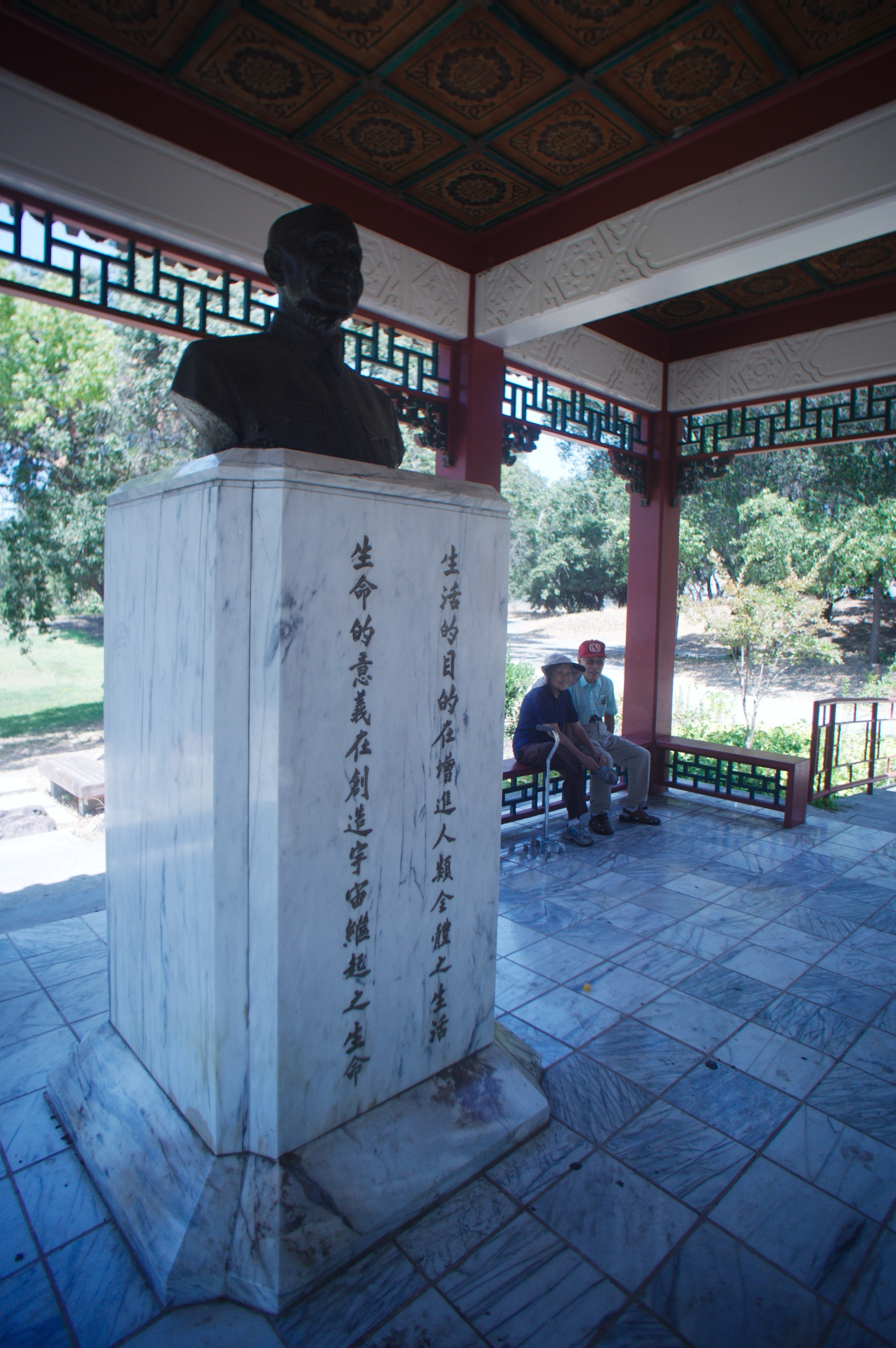
O pavilhão de Chiang Kai-shek apresenta um busto de Chiang
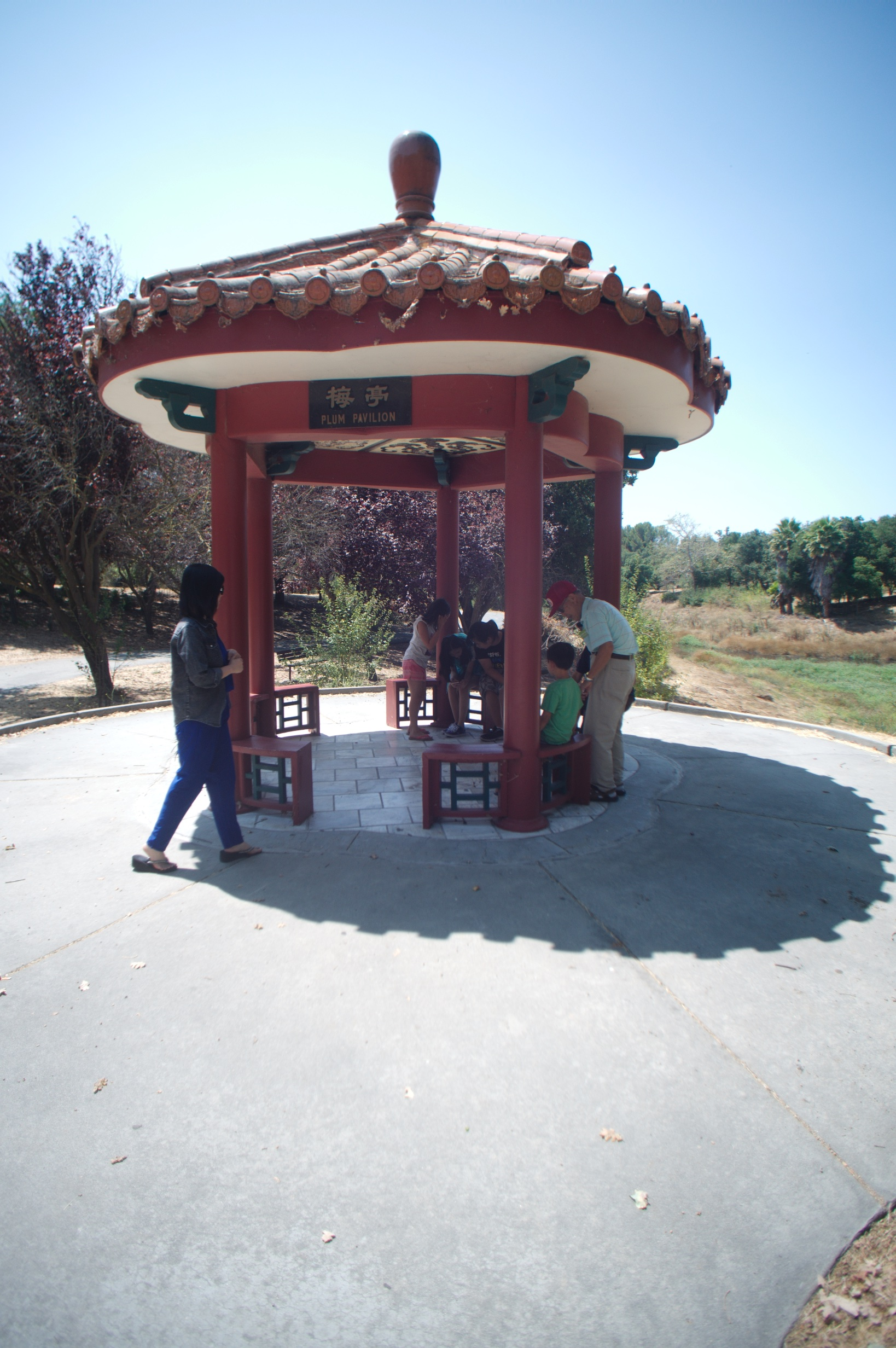
Pavilhão Circular de Ameixas
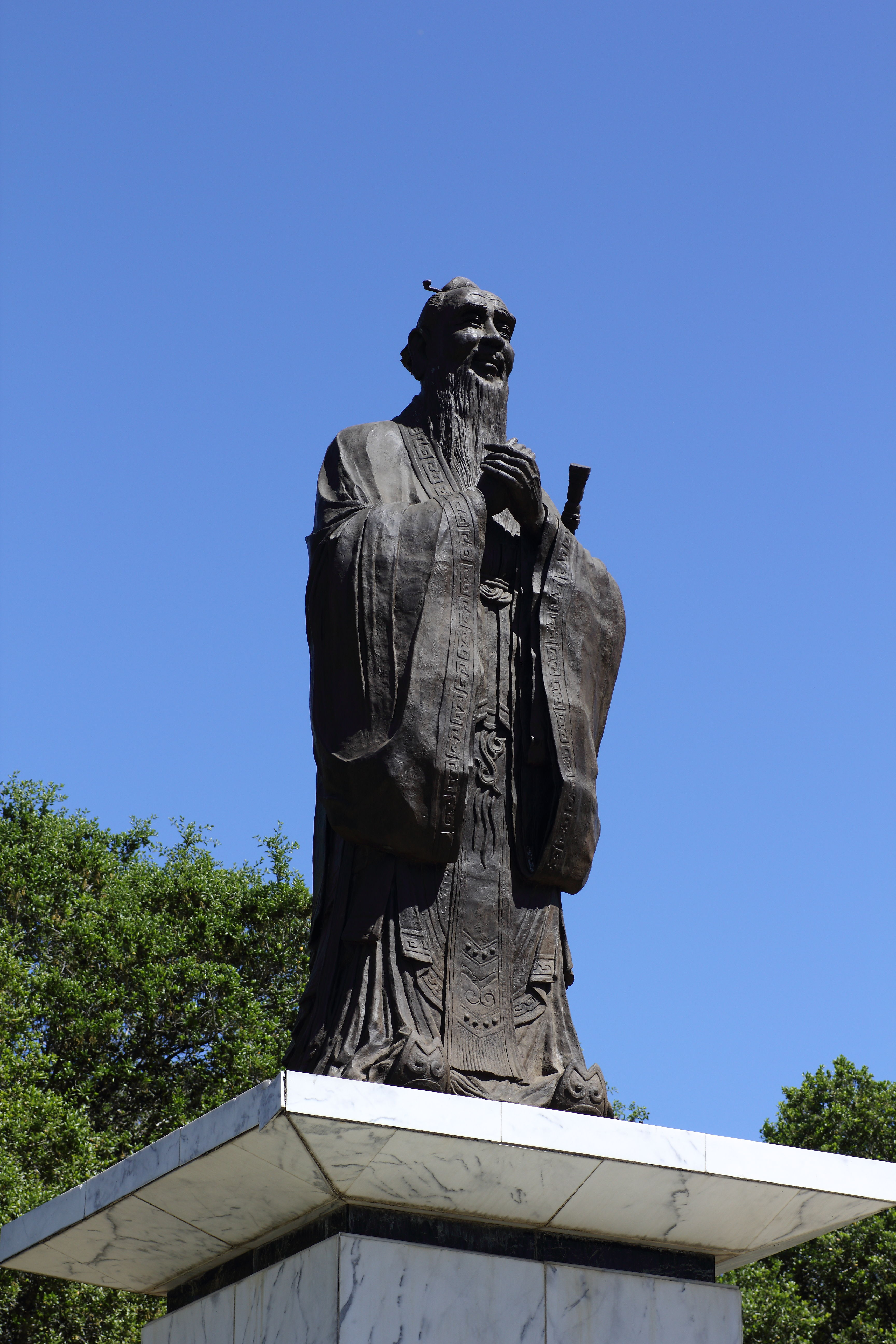
Estátua de Confúcio
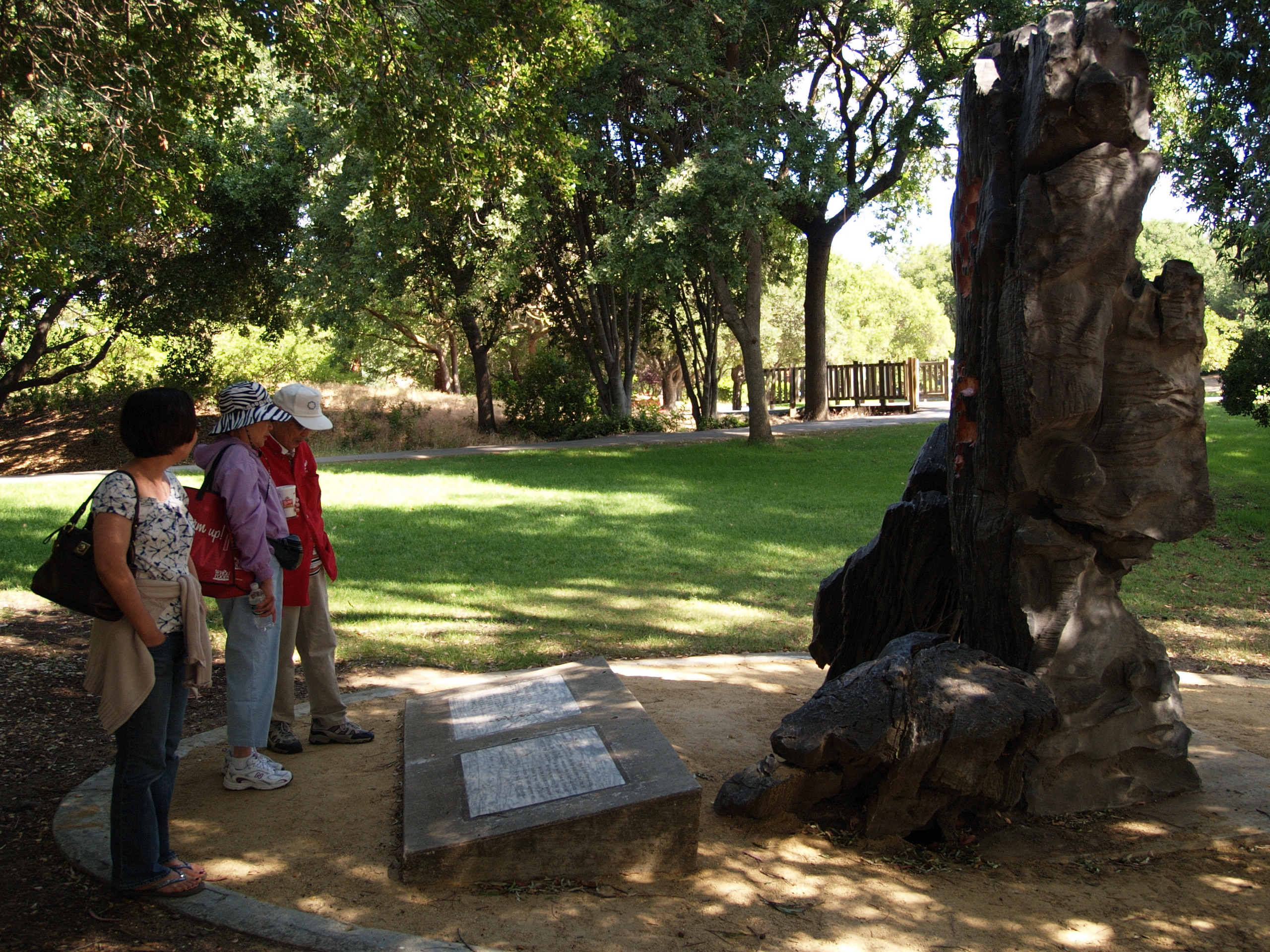
Pedra negra de um milhão de anos presente de Tainan